# رونالد ميتشيل
رونالد ميتشيل (بالإنجليزية: Ronald Mitchell)‏ (1 يناير 1902 في المملكة المتحدة - ) هو لاعب كرة قدم بريطاني في مركز الدفاع. لعب مع نادي بريستول سيتي ونادي ليفربول وهال سيتي وMossley A.F.C. ‏ وSkelmersdale United F.C. ‏ ونادي نيلسون ونادي بريستول روفيرز وGreat Harwood F.C. ‏.